# ليندا غودنايت
ليندا غودنايت (بالإنجليزية: Linda Goodnight)‏ (1949، أوكلاهوما في الولايات المتحدة)؛ روائية أمريكية.